# Błażejowice (Wielowieś)
Błażejowice (deutsch Blaschowitz) ist ein Ort in der Landgemeinde Wielowieś im Powiat Gliwicki der Woiwodschaft Schlesien in Polen.
Von 1936 bis 1945 trug Błażejowice den amtlichen Namen Burgfels.
Błażejowice hat 317 Einwohner.

## Geografie
Nachbarorte von Błażejowice sind Wiśnicze (Wischnitz), Wielowieś (Langendorf) und Kotliszowice (Kottlischowitz).
Błażejowice liegt zwei Kilometer vom Gemeindesitz Wielowieś entfernt.

## Geschichte
Blaschowitz wurde erstmals 1300 erwähnt. Der Ortsname leitet sich von einem Personennamen ab.
Blaschowitz gehörte ab 1743 zum Kreis Tost im  Regierungsbezirk Oppeln der Provinz Schlesien.
1908 wurde die neogotische Nepomukkapelle erbaut.
1945 kam Burgfels unter polnische Verwaltung.
Von 1975 bis 1998 lag Błażejowice in der neu gestalteten Woiwodschaft Katowice. 1999 kam Błażejowice zur neuen Woiwodschaft Schlesien und in den wiederentstandenen Powiat Gliwicki.